# David Birke
David Birke est un scénariste américain.

## Filmographie en tant que scénariste
- 1991 : The Horseplayer
- 1996 : A Kidnapping in the Family
- 2002 : Dahmer le Cannibale (Dahmer) de David Jacobson
- 2003 : Gacy de Clive Saunders
- 2003 : The Crawl Space
- 2004 : Dark Town
- 2010 : Freeway Killer
- 2014 : 13 Sins de Daniel Stamm
- 2016 : Elle de Paul Verhoeven
- 2021 : Benedetta de Paul Verhoeven

## Distinctions

### Nominations
- César 2017 : César de la meilleure adaptation pour Elle